# Regierung Fraser I
Die Regierung Fraser I regierte Australien vom 11. November 1975 bis zum 22. Dezember 1975. Es handelte sich um eine Übergangsregierung gestellt von der Liberal Party (LP) und National Country Party (NCP).
Die Laborregierung Whitlam III verfügte über eine absolute Mehrheit im Repräsentantenhaus, aber nicht im Senat. Als die Opposition die Haushaltsgesetze der Regierung im Senat blockierte, ersuchte Premierminister Whitlam Generalgouverneur John Kerr um die Wahl des halben Senats. Kerr erklärte Whitlam für abgesetzt und ernannte Malcolm Fraser, den Vorsitzenden der Liberal Party, zum neuen Ministerpräsidenten einer Übergangsregierung bis zur vorgezogenen Parlamentswahl am 13. Dezember 1975 – der Vorgang ist als Australische Verfassungskrise von 1975 bekannt. Bei der Parlamentswahl erlitt die Labor Party eine klare Niederlage. Die Liberal Party erhielt 68 der 127 Sitze, die NCP 22 und Labor 36. im Senat stellten Labor und die LP je 27 der 60 Senatoren, die NCP errang 7 Mandate. Die Koalition von LP und NCP unter Fraser wurde fortgesetzt.

## Ministerliste
| Amt                                              | Minister           | Partei | Amtszeit                              | Bild |
| ------------------------------------------------ | ------------------ | ------ | ------------------------------------- | ---- |
| Premierminister                                  | Malcolm Fraser     | LP     | 11. November 1975 – 22. Dezember 1975 |      |
| Stellvertretender Premierminister                | Doug Anthony       | NCP    | 11. November 1975 – 22. Dezember 1975 |      |
| Minister für Überseehandel                       | Doug Anthony       | NCP    | 11. November 1975 – 22. Dezember 1975 |      |
| Minister für Rohstoffe und Energie               | Doug Anthony       | NCP    | 11. November 1975 – 22. Dezember 1975 |      |
| Schatzminister                                   | Phillip Lynch      | LP     | 11. November 1975 – 22. Dezember 1975 |      |
| Landwirtschaftsminister                          | Ian Sinclair       | NCP    | 11. November 1975 – 22. Dezember 1975 |      |
| Minister für Northern Australia                  | Ian Sinclair       | NCP    | 11. November 1975 – 22. Dezember 1975 |      |
| Special Minister of State                        | Reg Withers        | LP     | 11. November 1975 – 22. Dezember 1975 |      |
| Minister für das Hauptstadtterritorium           | Reg Withers        | LP     | 11. November 1975 – 22. Dezember 1975 |      |
| Minister für die Medien                          | Reg Withers        | LP     | 11. November 1975 – 22. Dezember 1975 |      |
| Minister für Tourismus und Erholung              | Reg Withers        | LP     | 11. November 1975 – 22. Dezember 1975 |      |
| Vizepräsident des Executive Council              | Reg Withers        | LP     | 11. November 1975 – 22. Dezember 1975 |      |
| Generalstaatsanwalt                              | Ivor Greenwood     | LP     | 11. November 1975 – 22. Dezember 1975 |      |
| Minister für Polizei und Zölle                   | Ivor Greenwood     | LP     | 11. November 1975 – 22. Dezember 1975 |      |
| Minister für das produzierende Gewerbe           | Bob Cotton         |        | 11. November 1975 – 22. Dezember 1975 |      |
| Minister für Wissenschaft und Verbraucher        | Bob Cotton         |        | 11. November 1975 – 22. Dezember 1975 |      |
| Verkehrsminister                                 | Peter Nixon        | NCP    | 11. November 1975 – 22. Dezember 1975 |      |
| Generalpostmeister                               | Peter Nixon        | NCP    | 11. November 1975 – 22. Dezember 1975 |      |
| Außenminister                                    | Andrew Peacock     | LP     | 11. November 1975 – 22. Dezember 1975 |      |
| Umweltminister                                   | Andrew Peacock     | LP     | 11. November 1975 – 22. Dezember 1975 |      |
| Sozialminister                                   | Don Chipp          | LP     | 11. November 1975 – 22. Dezember 1975 |      |
| Gesundheitsminister                              | Don Chipp          | LP     | 11. November 1975 – 22. Dezember 1975 |      |
| Minister für Repatriierung und Entschädigung     | Don Chipp          | LP     | 11. November 1975 – 22. Dezember 1975 |      |
| Verteidigungsminister                            | James Killen       | LP     | 11. November 1975 – 22. Dezember 1975 |      |
| Minister für Aborigines                          | Tom Drake-Brockman | NCP    | 11. November 1975 – 22. Dezember 1975 |      |
| Minister für administrative Dienstleistungen     | Tom Drake-Brockman | NCP    | 11. November 1975 – 22. Dezember 1975 |      |
| Minister für Wohnraum und Wohnungsbau            | John Carrick       | LP     | 11. November 1975 – 22. Dezember 1975 |      |
| Minister für ländliche und regionale Entwicklung | John Carrick       | LP     | 11. November 1975 – 22. Dezember 1975 |      |
| Minister für Arbeit und Einwanderung             | Tony Street        | LP     | 11. November 1975 – 22. Dezember 1975 |      |
| Bildungsministerin                               | Margaret Guilfoyle |        | 11. November 1975 – 22. Dezember 1975 |      |